# Eucrostes rufociliaria
Eucrostes rufociliaria là một loài bướm đêm trong họ Geometridae.